# Lucien Littlefield
Pour les articles homonymes, voir Littlefield.
Lucien Littlefield est un acteur et scénariste américain né le 16 août 1895 à San Antonio, Texas (États-Unis), mort le 4 juin 1960 à Hollywood (États-Unis).

## Filmographie

### comme scénariste
- 1936 : Vingt-cinq Ans de fiançailles (Early to Bed) de Norman Z. McLeod

### comme acteur

#### Années 1910
- 1914 : Rose of the Rancho
- 1914 : The Ghost Breaker : Judge Jarvis
- 1915 : The Warrens of Virginia, de Cecil B. DeMille : Tom Dabney
- 1915 : A Gentleman of Leisure (en) de George Melford : Clerk
- 1915 : The Wild Goose Chase, de Cecil B. DeMille : The 'grind'
- 1915 : Kindling de Cecil B. DeMille : Fence
- 1915 : The Marriage of Kitty (en) de George Melford : Undetermined Role
- 1915 : Mr. Grex of Monte Carlo : The rag picker
- 1915 : The Unknown : Undetermined Role
- 1915 : Forfaiture (The Cheat), de Cecil B. DeMille : Le secrétaire de Hardy
- 1915 : Temptation, de Cecil B. DeMille
- 1916 : The Blacklist de William C. de Mille : Frederick Holtz
- 1916 : To Have and to Hold : King James I
- 1916 : The Love Mask
- 1916 : A Gutter Magdalene
- 1917 : Jeanne d'Arc (Joan the Woman)
- 1917 : The Golden Fetter : Pete
- 1917 : Une flétrissure (On Record) de Robert Z. Leonard
- 1917 : The Cost of Hatred
- 1917 : The Jaguar's Claws : Undetermined Role
- 1917 : The Squaw Man's Son : Lord Yester
- 1917 : The Hostage : Paul
- 1919 : Everywoman de George Melford : Lord Witness

#### Années 1920
- 1920 : Double Speed : Reginald Toby
- 1920 : Jack Straw : Sherlo
- 1920 : L'Échange (Why Change Your Wife?) : Butler
- 1920 : Sick Abed : Dr Widner
- 1920 : The Sins of St. Anthony : Lieutenant Humphrey Smith
- 1920 : The Fourteenth Man : Wesley Colfax Winslow
- 1920 : Fatty, l'intrépide shérif (The Round-Up) de George Melford : Parenthesis
- 1920 : Eyes of the Heart : Whitey
- 1920 : The Furnace de William Desmond Taylor : Bert Vallance
- 1920 : Her First Elopement : Ted Maitland
- 1921 : Leap Year : Jeremiah Piper
- 1921 : All Souls' Eve
- 1921 : The Little Clown : Connie Potts
- 1921 : Too Much Speed : Jimmy Rodman
- 1921 : Crazy to Marry (en) : Minister
- 1921 : The Hell Diggers : Silas Hoskins
- 1921 : The Affairs of Anatol : Spencer's valet
- 1921 : Le Cheik : Gaston (French valet)
- 1922 : La Crise du logement (Rent Free), de Howard Higgin
- 1922 : Le Roman de cousine Laure (Tillie) de Frank Urson : Doc Weaver
- 1922 : Inconscience (Her Husband's Trademark), de Sam Wood : Slithy Winters
- 1922 : Cent à l'heure (Across the Continent) de Phil Rosen : Scott Tyler
- 1922 : Beyond the Rocks : Professor Sir Lionel Grey
- 1922 : Notre premier citoyen (en) d'Alfred E. Green : The Editor
- 1922 : The Siren Call : Irishman
- 1922 : Le Réquisitoire (Manslaughter) : témoin de l'accident
- 1922 : To Have and to Hold : Duke of Buckingham
- 1923 : Un dépensier (en) (Mr. Billings Spends His Dime) de Wesley Ruggles : Martin Green
- 1923 : Dans la gueule du tigre (en) (The Tiger's Claw) de Joseph Henabery : Goyrem
- 1923 : La Sagesse de trois vieux fous (Three Wise Fools), de King Vidor : Douglas
- 1923 : The French Doll de Robert Z. Leonard : Dobbs, the Butler
- 1923 : In the Palace of the King : Adonis
- 1923 : The Rendezvous : Commissar
- 1924 : Name the Man : Sharf
- 1924 : Silence sacré (True as Steel) de Rupert Hughes : Mr. Foote
- 1924 : Babbitt : Edward Littlefield
- 1924 : A Woman Who Sinned : Reverend Hillburn
- 1924 : Never Say Die : Griggs
- 1924 : The Painted Lady : Matt Logan
- 1924 : Feet of Clay
- 1924 : Gerald Cranston's Lady : Stanley Tilotson
- 1924 : Teeth : Under-sheriff
- 1924 : Gold Heels : Push Miller
- 1924 : The Deadwood Coach : Charlie Winter - in play
- 1925 : Charley's Aunt : Brasset
- 1925 : Gold and the Girl : Weasel
- 1925 : Le Secret de l'abîme (The Rainbow Trail) de Lynn Reynolds : Joe Lake
- 1925 : Une soirée de folie (What Price Goofy) : Speck, Jamison's Faithful Butler
- 1925 : Hearts and Spurs : Ford driver
- 1925 : Innocent Husbands : The House Detective
- 1925 : Madame Sans Jane : Steward
- 1925 : There Goes the Bride de James W. Horne
- 1925 : Somewhere in Somewhere
- 1925 : Laughing Ladies : The dentist
- 1925 : Le Fils de la prairie (Tumbleweeds) de King Baggot : Kentucky Rose
- 1925 : Soul Mates : Stevens
- 1926 : A Punch in the Nose
- 1926 : Your Husband's Past
- 1926 : Le Torrent (Torrent) : Cupido, the Barber
- 1926 : Brooding Eyes : Bell
- 1926 : Tony Runs Wild : Red
- 1926 : Bachelor Brides : Egbert Beamish
- 1926 : Mon oncle d'Amérique (Take It from Me) de William A. Seiter : Cyrus Crabb
- 1926 : Twinkletoes : Hank
- 1927 : Taxi! Taxi! (en) de Melville W. Brown : Billy Wallace
- 1927 : La Volonté du mort (The Cat and the Canary) : Dr. Ira Lazar
- 1927 : The Lighter That Failed
- 1927 : My Best Girl : Pa Johnson
- 1927 : La Case de l'oncle Tom (Uncle Tom's Cabin), de Harry A. Pollard : Lawyer Marks
- 1927 : The Small Bachelor
- 1927 : A Texas Steer : Yell
- 1927 : La Vallée des géants (The Valley of the Giants) : Councilman
- 1927 : Cheating Cheaters : 'Habeas Corpus' Lazarre
- 1928 : Sa nouvelle patrie (A Ship Comes In) de William K. Howard : Dan Casey
- 1928 : The Man in Hobbles : Pa Harris
- 1928 : A Blonde for a Night : Valet
- 1928 : Harold Teen de  Mervyn LeRoy : Dad Jenks
- 1928 : The Head Man : Ed Barnes
- 1928 : Heart to Heart : Uncle Joe Boyd
- 1928 : Grande Vedette (Mother Knows Best) de John G. Blystone : Pa Quail
- 1928 : Do Your Duty : Andy McIntosh
- 1929 : Making the Grade : Silas Cooper
- 1929 : Clear the Decks : Plinge
- 1929 : Saturday's Children : Willie
- 1929 : La Princesse et son taxi (This is Heaven) d'Alfred Santell : Frank Chase
- 1929 : La Fille dans la cage de verre (The Girl in the Glass Cage) : : Sheik Smith
- 1929 : Drag de Frank Lloyd : Pa Parker
- 1929 : Rues sombres (Dark Streets) de Frank Lloyd  : Census Taker
- 1929 : The Great Divide de Reginald Barker : Texas Tommy
- 1929 : Seven Keys to Baldpate (en) : Thomas Hayden
- 1929 : Happy Days de Benjamin Stoloff

#### Années 1930
- 1930 : No, No, Nanette de Clarence G. Badger : Jim Smith
- 1930 : Clancy in Wall Street : Andy MacIntosh
- 1930 : High Society Blues : Eli Granger
- 1930 : She's My Weakness : Warren Thurber
- 1930 : Big Money : Undetermined Role
- 1930 : Tom Sawyer : Schoolteacher
- 1931 : Reducing : Elmer Truffle
- 1931 : Scandal Sheet : Charles McCloskey
- 1931 : It Pays to Advertise : Adams
- 1931 : Misbehaving Ladies : Uncle Joe Boyd
- 1931 : Young as You Feel : Noah Marley
- 1931 : Trouble from Abroad
- 1931 : The Great Junction Hotel
- 1932 : That's My Baby
- 1932 : L'Homme que j'ai tué (Broken Lullaby) : Herr Walter Schultz
- 1932 : High Pressure : Oscar Brown
- 1932 : Strangers in Love : Professor Clark
- 1932 : Shopworn : Fred
- 1932 : Are You Listening? : Fred
- 1932 : Strangers of the Evening (en) : Frank Daniels aka Richard Roe
- 1932 : Jimmy's New Yacht
- 1932 : Speed Madness : Forbes
- 1932 : Downstairs : Françoise, a Drunken Servant
- 1932 : Devil and the Deep : Shopkeeper
- 1932 : That's My Boy (en) de  Roy William Neill : Uncle Louie
- 1932 : Pride of the Legion : Dad Tully
- 1932 : Evenings for Sale : Schwenk
- 1932 : Si j'avais un million (If I Had a Million) : Zeb, short order cook
- 1932 : Rasputin and the Empress : Reveler at party
- 1932 : Miss Pinkerton de Lloyd Bacon : Henderson
- 1932 : La Grande Muraille (The Bitter Tea of General Yen) : Mr. Jacobson
- 1933 : Sailor's Luck : Elmer Brown
- 1933 : Grand Bazar (Sweepings) de John Cromwell : Grimson
- 1933 : Professional Sweetheart de William A. Seiter : Ed, the Announcer
- 1933 : The Big Brain : Justice of the Peace
- 1933 : Skyway : Webster
- 1933 : Chance at Heaven : Mr. Fred Harris
- 1933 : Les Ramoneurs (Dirty Work) : Professor Noodle
- 1933 : East of Fifth Avenue : Gardner
- 1933 : Rainbow Over Broadway : Timothy Chibbins
- 1933 : Les Compagnons de la nouba (Sons of the Desert) : Dr. Horace Meddick
- 1933 : Professional Sweetheart de William A. Seiter
- 1934 : Mandalay : Mr. George Peters
- 1934 : Le Ministère des amusements (Stand Up and Cheer!) d'Hamilton MacFadden : Prof. Hi De Ho
- 1934 : Marrying Widows : The Brother-In-Law
- 1934 : Thirty Day Princess (en) de Marion Gering : Parker
- 1934 : Kiss and Make-Up : Max Pascal
- 1934 : When Strangers Meet de Christy Cabanne : Barney Crane
- 1934 : Gridiron Flash : Lawrence B. Fields
- 1934 : Love Time de James Tinling : Willie Obenbiegler
- 1935 : Sweepstakes Annie : Henry Foster
- 1935 : L'Extravagant M. Ruggles (Ruggles of Red Gap) : Charles Belknap-Jackson
- 1935 : One Frightened Night (en) de Christy Cabanne : Dr. Denham
- 1935 : La Double Vengeance (The Murder Man) de Tim Whelan : Peter J. Rafferty
- 1935 : L'Homme sur le trapèze volant (Man on the Flying Trapeze) de Clyde Bruckman : Mr. Peabody
- 1935 : She Gets Her Man de William Nigh : Elmer
- 1935 : Le Retour de Peter Grimm (The Return of Peter Grimm), de George Nichols Jr. : Colonel Lawton
- 1935 : Cappy Ricks Returns : Skinner
- 1935 : Griseries (I Dream Too Much) de John Cromwell : Hubert Dilley, Tourist
- 1935 : Le Secret magnifique (Magnificent Obsession) : Breezy
- 1936 : Strike Me Pink : Professor Kittridge
- 1936 : Rose-Marie : Storekeeper
- 1936 : Le Diable au corps (The Moon's Our Home) : Ogden Holbrook
- 1936 : Chantons encore (Let's Sing Again) : Supt. Henry Perkins
- 1936 : Vingt-cinq Ans de fiançailles (Early to Bed) de Norman Z. McLeod : Mr. O'Leary
- 1937 : Wild Money : Bill Hawkins
- 1937 : Hotel Haywire : Elmer
- 1937 : La Furie de l'or noir (High, Wide, and Handsome), de Rouben Mamoulian : Mr. Lippincott
- 1937 : Âmes à la mer (Souls at Sea) : Tina's Father, the Toymaker
- 1937 : Bulldog Drummond Comes Back
- 1937 : Partners in Crime (en) : Mr. Twitchell
- 1937 : Born to the West : John, cattle buyer
- 1937 : Bulldog Drummond's Revenge : Mr. Smith
- 1937 : Wells Fargo de Frank Lloyd : San Francisco Postmaster
- 1938 : Scandal Street (en) de James P. Hogan : Robert Johnson
- 1938 : Hollywood Stadium Mystery (en) de David Howard : Watchman
- 1938 : Reckless Living (en) : Lucius Carr
- 1938 : Wide Open Faces : P. T. 'Doc' Williams
- 1938 : The Gladiator : Professor Danner
- 1938 : I Am the Law : Roberts
- 1938 : The Night Hawk : Parrish
- 1939 : Pirates of the Skies : Dr. Amos Pettingill
- 1939 : Mystery Plane : Winslow
- 1939 : Unmarried (en) de Kurt Neumann : School Principal
- 1939 : What a Life : Mr. Patterson
- 1939 : Sabotage : Eli
- 1939 : Jeepers Creepers (en) : Grandpa
- 1939 : Money to Burn : Irving

#### Années 1940
- 1940 : Those Were the Days! : Professor Sillicocks
- 1940 : Le Cavalier du désert (The Westerner) : The Stranger
- 1940 : Li'l Abner d'Albert S. Rogell  : le Shériff / Mr. Oldtimer
- 1941 : Life with Henry : Mr. Stevens
- 1941 : Murder Among Friends (en) de David Greene : Dr. Fred Turk
- 1941 : The Great American Broadcast : Justice of the Peace
- 1941 : La Vipère (The Little Foxes) : Sam Manders
- 1941 : Man at Large : Nervous Man at Tourist Camp
- 1941 : Henry Aldrich for President : Mr. Crosley
- 1942 : Mr. and Mrs. North : Mr. Barnes, the Postman
- 1942 : Castle in the Desert : Prof. Gleason
- 1942 : This Time for Keeps : Herb, Western Union man
- 1942 : Larceny, Inc. de Lloyd Bacon : Third customer
- 1942 : L'Inspiratrice (The Great Man's Lady) : City editor
- 1942 : Hillbilly Blitzkrieg : Prof. Waldo James
- 1942 : Bells of Capistrano (en) de William Morgan : Daniel (Pop) McCracken
- 1942 : Whistling in Dixie : Corporal Lucken
- 1943 : Affaires non classées (Silent Witness) : Mr. Eastman
- 1943 : Henry Aldrich Gets Glamour : Mr. Quid
- 1943 : Johnny Come Lately : Blaker
- 1943 : Henry Aldrich Haunts a House : Mr. Quid
- 1944 : Casanova in Burlesque : John Alden Compton
- 1944 : Invitation à la danse (Lady, Let's Dance) : Mr. Snodgrass
- 1944 : Cowboy and the Senorita : Judge Loomis
- 1944 : Goodnight, Sweetheart : Collins
- 1944 : When the Lights Go on Again : Andy
- 1944 : Lights of Old Santa Fe : The Judge
- 1944 : Zorro's Black Whip : 'Tenpoint' Jackson
- 1944 : One Body Too Many : Kenneth Hopkins
- 1945 : Scared Stiff : Charles Waldeck / Preston Waldeck
- 1945 : The Caribbean Mystery de Robert D. Webb : Dr. Praskins
- 1946 : In Old Sacramento : Barber
- 1946 : Rendezvous with Annie : Ed Kramer
- 1946 : Une fille perdue (That Brennan Girl) : The Florist
- 1946 : Love Laughs at Andy Hardy : Telegraph Clerk
- 1947 : L'Étoile des étoiles : Escort 3082
- 1947 : The Fabulous Joe : Judge
- 1947 : The Hal Roach Comedy Carnival : The Judge, in 'Fabulous Joe'
- 1947 : Sweet Genevieve : Mr. Rogers
- 1948 : Lightnin' in the Forest (en) : Joad
- 1948 : Jinx Money : Tipper
- 1948 : Le Balafré (Hollow Triumph) de Steve Sekely : Mr. Davis, Patient
- 1948 : Vivons un peu (Let's Live a Little) de Richard Wallace : Mr. Tinker
- 1949 : J'ai épousé un hors-la-loi (Bad Men of Tombstone) de Kurt Neumann : Old Man in Claims Office
- 1949 : Susanna Pass (en) : Russell Masters

#### Années 1950
- 1952 : Les Fils des Mousquetaires (At Sword's Point) : Cpl. Gautier
- 1952 : Woman of the North Country (en) : Parvin
- 1953 : Roar of the Crowd
- 1954 : La Grande Nuit de Casanova (Casanova's Big Night) : First Prisoner
- 1955 : Sudden Danger : Dave Glennon (bookkeeper)
- 1957 : Blondie (série TV) : Mr. Beasley
- 1957 : Bop Girl Goes Calypso : Professor Winthrop
- 1958 : L'Amour coûte cher (The High Cost of Loving) : Brayben
- 1958 : Wink of an Eye : Old Man